# 5. Flieger-Division (1944–1945)
Die 5. Flieger-Division war ein Großverband der Luftwaffe der Wehrmacht im Zweiten Weltkrieg. Es bestand keine organisatorische Verbindung zur 5. Flieger-Division (1938–1939).

## Geschichte
Die 5. Flieger-Division wurde am 19. Dezember 1944 in Trondheim in Norwegen aus der Dienststelle des Fliegerführers 5 gebildet. Sie war dem Kommandierenden General der Deutschen Luftwaffe in Norwegen unterstellt, bevor sie am 8. Mai 1945, nach der bedingungslosen Kapitulation der Wehrmacht, aufgelöst wurde.

## Personen

### Divisionskommandeur
| Dienstgrad   | Name         | Datum                                 |
| ------------ | ------------ | ------------------------------------- |
| Oberst       | Ernst Kühl   | 19. Dezember 1944 bis 31. Januar 1945 |
| Generalmajor | Walter Storp | 1. Februar 1945 bis 8. Mai 1945       |

### Erster Generalstabsoffizier
| Dienstgrad | Name                                  | Datum                             |
| ---------- | ------------------------------------- | --------------------------------- |
| Major      | Horst Treusch von Buttlar-Brandenfels | 19. Dezember 1944 bis 8. Mai 1945 |

## Unterstellung
| Unterstellung                                               | von               | bis         |
| ----------------------------------------------------------- | ----------------- | ----------- |
| Kommandierender General der Deutschen Luftwaffe in Norwegen | 19. Dezember 1944 | 8. Mai 1945 |

## Unterstellte Verbände
| Februar 1945 |                                                                                   |
| ------------ | --------------------------------------------------------------------------------- |
| Februar 1945 | Flugbereitschaft/5. Flieger-Division; Fliegerführer 4; Jagdfliegerführer Norwegen |